# ماري أوغوستا وارد
ماري أوغوستا وارد (بالإنجليزية: Mary Augusta Ward)‏‏ (11 يونيو 1851 في هوبارت - 24 مارس 1920 في لندن) كاتِبة، وروائية، وكاتبة للأطفال من المملكة المتحدة لبريطانيا العظمى وأيرلندا.

## حياة مبكرة
وُلدت ماري أوغستا أرنولد في هوبارت بجزيرة تسمانيا في أستراليا، ضمن عائلة مثقفة بارزة من الكتاب والتربويين. ماري ابنة توم أرنولد، أستاذ الأدب وجوليا سوريل. عمها الشاعر ماثيو أرنولد وجدتها توماس أرنولد، ناظرة مدرسة الرغبي الشهيرة. تزوجت أختها جوليا من ليونارد هكسلي، ابن توماس هكسلي، وأبناؤهم جوليان وألدوس هكسلي. كان لعائلة أرنولد وعائلة هكسلي تأثير مهم على الحياة الفكرية البريطانية.
عُين والد ماري توم أرنولد مفتشًا للمدارس في أرض فان دييمن (تسمانيا الآن) وبدأ وظيفته في 15 يناير عام 1850. استُقبل توم أرنولد في الكنيسة الرومانية الكاثوليكية في 12 يناير عام 1856، مما جعله لا يحظى بشعبية كبيرة في وظيفته (ومع زوجته) لدرجة أنه استقال وغادر إلى إنجلترا مع عائلته في يوليو عام 1856. كان عيد ميلاد ماري أرنولد الخامس في الشهر الذي يسبق مغادرتهم، ولم يكن لها أي صلة أخرى بتسمانيا. صُدق على قرار تعيين توم أرنولد رئيسًا للأدب الإنجليزي في الجامعة الكاثوليكية المتأملة بدبلن، بعد بعض التأخير.
أمضت ماري الكثير من وقتها مع جدتها. تلقت تعليمها في مدارس داخلية مختلفة (منذ سن الحادية عشرة وحتى سن الخامسة عشرة، في شيفنال بشروبشاير) وعادت في سن السادسة عشر لتعيش مع والديها في أكسفورد، حيث كان والدها محاضرًا جامعيًا في التاريخ. شكلت أيامها الدراسية الأساس لإحدى رواياتها اللاحقة، مارسيلا (1894).
في 6 أبريل عام 1872، وإذ لم تكن قد بلغت من العمر 21 عامًا بعد، تزوجت ماري من همفري وارد، زميل ومدرّس في كلية براسينوز، وكذلك كاتب ومحرر. على مدار التسع سنوات التالية، واصلت العيش في أكسفورد، في 17 طريق برادمور، حيث أُحييت ذكراها بلوحة زرقاء. لقد أصبحت الآن على دراية باللغة الفرنسية والألمانية والإيطالية واللاتينية واليونانية. طورت اهتمامًا بالخدمة الاجتماعية والتعليمية وبذلت جهودًا مبدئية في الأدب. أضافت اللغة الإسبانية إلى لغاتها، وفي عام 1877 تعهدت بكتابة عدد كبير من حياة الكنائس الإسبانية في وقت مبكر لقاموس السيرة المسيحية الذي حرره الدكتور ويليام سميث والدكتور هنري ويس. ظهرت ترجمتها لمجلة أميل في عام 1885.
أصبحت وارد منخرطة جدًا في المفاوضات المحيطة بتأسيس كلية سمرفيل في أكسفورد عام 1879. واقترحت تسمية المؤسسة الجديدة باسم ماري سمرفيل. عُينت وارد كأمين أول لمجلس سمرفيل واستعدت لوصول طلاب جدد على الرغم من كونها حاملًا في الشهر الثامن عندما اُفتتحت سمرفيل في أكتوبر عام 1879.

## مسار مهني

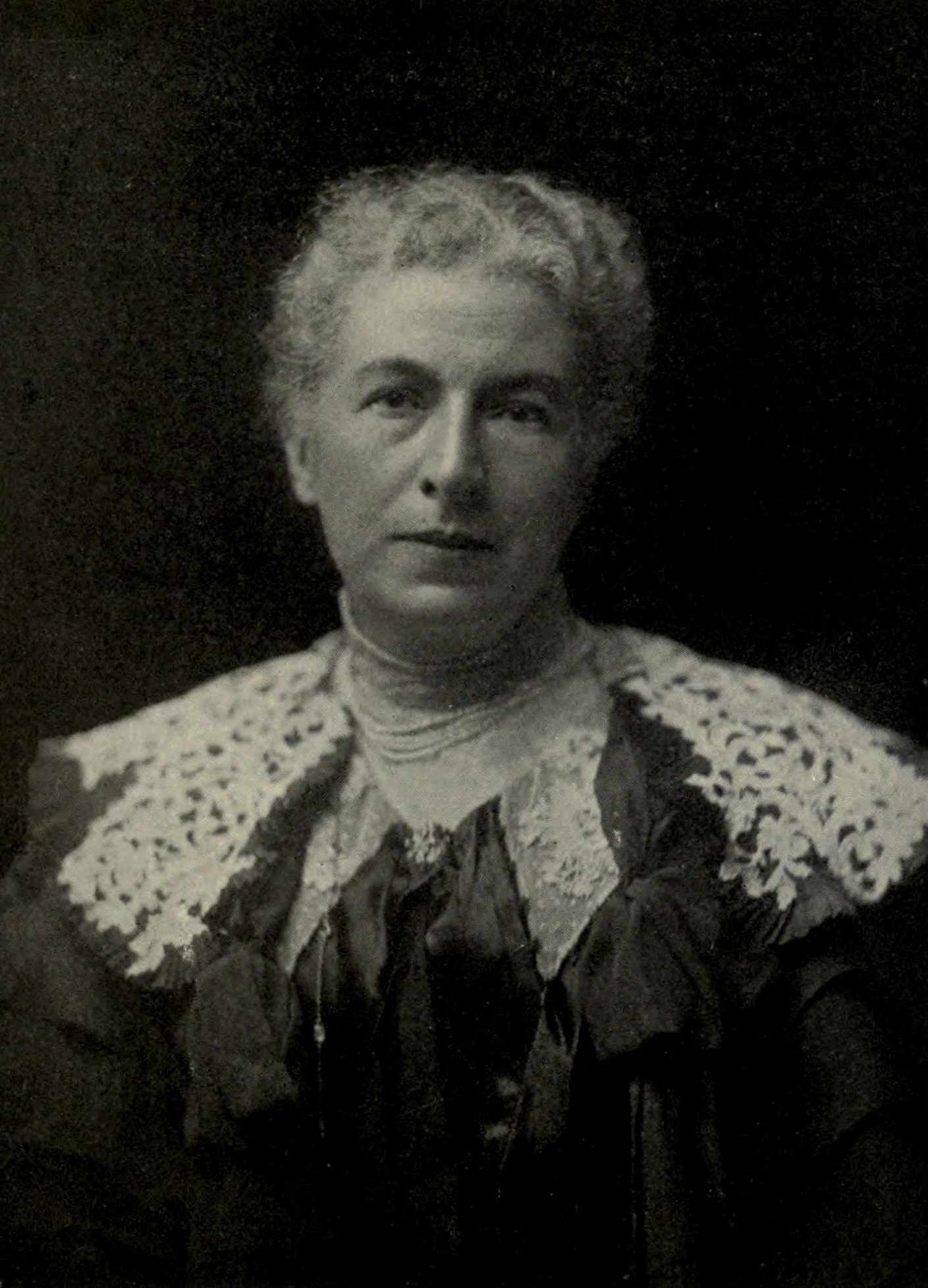
ماري أوغستا وارد

بدأت وارد مسارها المهني في كتابة مقالات لمجلة ماكميلان أثناء العمل على كتاب للأطفال نُشر في عام 1881 تحت عنوان ميلي وأولي. تبع ذلك في عام 1884 دراسة أكثر طموحًا، وإن كانت طفيفة، عن الحياة الحديثة، ملكة جمال بريثرتون، قصة ممثلة. تحتوي روايات وارد على موضوع ديني قوي يتعلق بالقيم الفيكتورية التي مارستها هي نفسها. انتشرت شعبيتها خارج بريطانيا العظمى إلى الولايات المتحدة. كان كتابها ابنة السيدة روز هو الرواية الأكثر مبيعًا في الولايات المتحدة في عام 1903، كما كان كتاب زواج ويليام آش الصادر في عام 1905. وكانت رواية ورد الدينية الأكثر شعبية حتى الآن هي «الرواية ذات الغرض» روبرت إلسمير، والتي تصور الصراع العاطفي بين القس الشاب إلسمير وزوجته، التي تؤدي عقيدتها الأرثوذكسية الإيمان الديني وحبهما المتبادل إلى مأزق رهيب؛ لكن المناقشة التفصيلية «للنقد الأعلى» في ذلك اليوم وتأثيره على المعتقد المسيح، وليس قوته كقصة درامية، هي التي أعطت الكتاب شعبيته الاستثنائية. بدأت، كما لم يكن من الممكن أن يفعل أي عمل أكاديمي، مناقشة شعبية حول المسيحية التاريخية والأساسية.
ساعدت وارد في إنشاء منظمة للعمل والتعليم بين الفقراء. كما عملت كمدرسة في حركات الاستيطان السكنية التي أسستها. كان هدف ماري وارد المعلن هو «المساواة» في المجتمع، وأسست مستوطنات تعليمية أولًا في قاعة مارشمونت وبعد ذلك في قصر تافيستوك في بلومزبري. كان يسمى هذا في الأصل مستوطنة باسمور إدواردز، على اسم متبرعها جون باسمور إدواردز، ولكن بعد وفاة وارد أصبحت مستوطنة ماري وارد. يُعرف الآن بمركز ماري وارد ويستمر ككلية لتعليم الكبار. المنتسب إليها هو مركز ماري وارد القانوني.
كانت أيضًا مناهضة مهمة لحصول النساء على التصويت. في صيف عام 1908، تقرب إليها جورج ناثانيال كرزون وويليام كريمر، اللذان طلبا منها أن تكون الرئيسة المؤسسة للرابطة الوطنية لمناهضة حق الاقتراع النسائية. تولت وارد المهمة، وأنشأت وحررت مراجعة مناهضة حق الاقتراع. نشرت عددًا كبيرًا من المقالات حول هذا الموضوع، أثناء استخدام اثنتين من رواياتها، اختبار ديانا مالوري وديليا بلانشفلاور، كمنصات لانتقاد حق الاقتراع. في مقال عام 1909 في ذا تايمز، كتبت وارد أن المشاكل الدستورية والقانونية والمالية والعسكرية والدولية هي مشاكل لا يستطيع حلها سوى الرجال. ومع ذلك، جاءت لترويج فكرة وجود صوت للنساء في الحكومة المحلية وحقوق أخرى لا تحتملها حركة مناهضة حق الاقتراع للرجال. أوصت جوليا ستيفن، التي كانت والدة فرجينيا وولف، بفلورنسا نايتنغيل وأوكتافيا هيل وورد كنماذج يحتذى بها لبناتها.

## الوفاة
توفيت ماري أوغوستا وارد في لندن ودُفنت في قرية ألدبوري في هارتفوردشاير، بالقرب من منزلها الريفي المحبب ستوكس.

## روابط خارجية
- ماري أوغوستا وارد على موقع الموسوعة البريطانية (الإنجليزية)
- ماري أوغوستا وارد على موقع قاعدة بيانات برودواي على الإنترنت (الإنجليزية)